# Bernardo Arnaboldi Gazzaniga
Giuseppe Bernardo Arnaboldi Gazzaniga (Milano, 2 agosto 1847 – Roma, 24 marzo 1918) è stato un politico italiano liberale, deputato tra il 1882 e il 1908, senatore nella XXI legislatura del Regno d'Italia,  conte di Pirocco.

## Biografia
Giuseppe Bernardo Arnaboldi Gazzaniga nacque a Milano il 2 agosto 1847 da Stefano (1823-1866) e da Giovanna Marocco, facoltosi possidenti della provincia di Pavia. La famiglia Arnaboldi Gazzaniga era proprietaria dal 1799 del palazzo Isimbardi di Stradella, divenuto sede del Municipio dal 1884.
Già erede del padre nel 1866, nel 1873 Bernardo ereditò dallo zio Carlo Arnaboldi Gazzaniga, conte di Pirocco (1824-1873) il resto degli ingenti beni famigliari.
Dopo aver frequentato l'Accademia Reale di Torino, e aver conseguito il grado di luogotenente colonnello nella milizia territoriale dal 1879 al 1887, si dedicò non solo alla cura dei vasti possedimenti di famiglia nel pavese ma anche alla cosa pubblica divenendo consigliere e sindaco della città di Pavia che a proprie spese dotò di una magnifica galleria commerciale.
Il re Umberto I lo nominò conte di Pirocco con regio decreto del 9 aprile 1882.
Fu deputato del Regno d'Italia ininterrottamente dal 1882 al 1908, sostenendo le parti della Sinistra storica moderata e filo-governativa. Tra il 1894 e il 1895 fu segretario dell'Ufficio di presidenza della Camera.

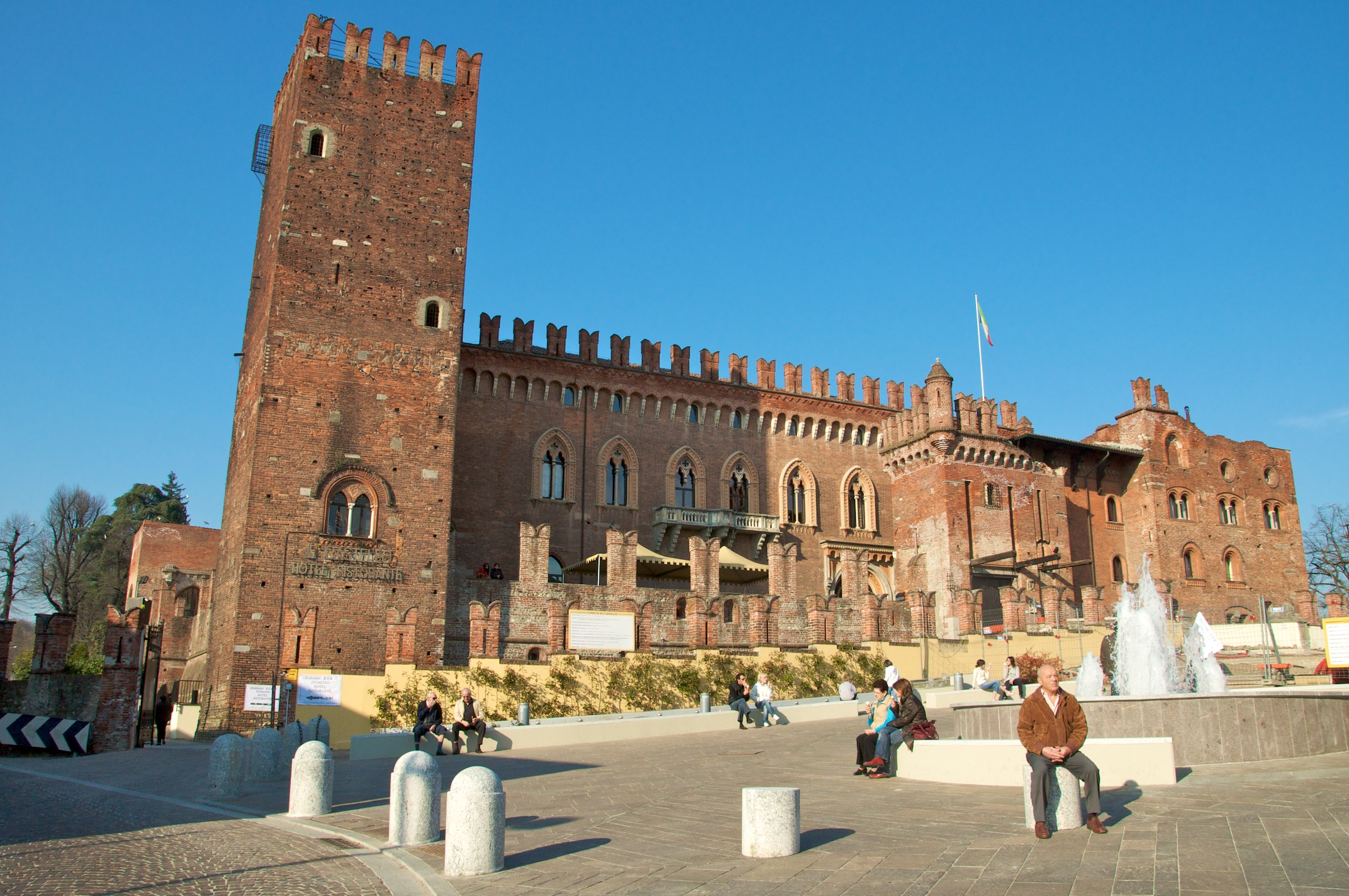
Il castello di Carimate in Brianza

Fu presidente del Consorzio agrario pavese e della esposizione provinciale. Scrisse pregevoli saggi di economia e di agraria cimentandosi anche nella scrittura di versi. Pubblicò due volumi illustrati sui suoi viaggi in Francia e in Austria.
Rappresentò il Governo italiano all'esposizione di musica e teatro in Vienna.
Condusse una vita fastosa nel suo palazzo di corso Monforte, 2 a Milano e più volte ospitò il re Umberto I nel suo castello di Carimate di Brianza.
Era sposato con Maria Virginia Balossi Merlo figlia di Ambrogio, deceduto il 19 agosto 1888, e di Luigia Borghi da cui ebbe le figlie: Beatrice, detta Bice, che sposò il barone Paolo Ajroldi di Robbiate; Elena, che sposò il nobile Enrico Porta Spinola e Carla, che sposò Salvatore Ruffo di Calabria.
È ricordato anche per le sue iniziative benefiche e per avere acquistato la casa rossa di Alessandro Manzoni in Piazza Belgioioso a Milano al solo scopo di conservare integri gli ambienti della vita quotidiana del grande scrittore come lo studio, la biblioteca, la camera da letto e tutto ciò che potesse ricordare il Manzoni.

## Cariche
- Consigliere comunale di Pavia
- Consigliere provinciale di Pavia
- Socio della Società geografica italiana (1874)
- Sindaco di Pavia (1877-1880)
- Deputato del Regno d'Italia (1882-1908)
- Presidente del Comizio agrario di Pavia
- Presidente dell'Asilo di infanzia di Pavia
- Membro della Commissione ordinatrice dell'Istituto dei sordomuti di Pavia
- Consigliere comunale di Milano (1886-1889)
- Membro della Commissione di vigilanza della Cassa dei depositi e prestiti
- Membro del Consiglio per l'istruzione agraria
- Membro del Consiglio superiore di assistenza e beneficenza pubblica

Fu nominato Senatore del Regno nel corso della XXIII legislatura del Regno d'Italia il 3 giugno 1911 sotto il IV governo di Giovanni Giolitti.